# Abdulrazak Gurnah
Abdulrazak Gurnah, född 20 december 1948 i Sultanatet Zanzibar (nu en del av Tanzania), är en tanzanisk författare och litteraturkritiker.  Gurnah tilldelades Nobelpriset i litteratur 2021.

## Biografi
Gurnah föddes 1948 på Zanzibar, en ö vid den östafrikanska kusten som då var en brittisk koloni men numera är en del av Tanzania. På grund av oroligheterna efter revolutionen i Zanzibar 1964, då personer med arabisk bakgrund förföljdes, flydde han i september 1967 till Storbritannien, och började där studera vid Christ Church College i Canterbury.  Mellan 1980 och 1982 undervisade han vid Bayero University Kano i Nigeria. Han har även undervisat i engelska och litteraturvetenskap vid Kents universitet i Storbritannien, där han disputerade 1982.

## Författarskap
Gurnah började skriva litterärt som 21-åring, och valde då att skriva på engelska hellre än på sitt modersmål swahili. Han debuterade med romanen Memory of Departure 1987, som följdes upp med Pilgrim's Way (1988) och Dottie (1990). Genombrottet kom med romanen Paradise (1994), som nominerades till Bookerpriset. Det är en historisk uppväxtroman som hämtar sin handling från 1900-talets början och behandlar den gamla swahili-kulturen, mötet med tysk och brittisk kolonialism, handelsvägar och karavaner, och en pojkes mognad till ung man. 1996 kom romanen Admiring Silence, som handlar om en man från Zanzibar som vänder tillbaka till sin uppväxtö efter att ha framställt den i romantisk dager för sin engelska hustru, för att sedan upptäcka att verkligheten är helt annorlunda än vad han mints. By the Sea (2001) handlar om en asylsökande i England. Romanen Desertion kom 2005.
Gurnah har dessutom redigerat antologier över afrikansk litteratur.
Fyra av Gurnahs romaner har getts ut i svensk översättning av Helena Hansson – Paradiset (Paradise) 2012, Den sista gåvan (The Last Gift) 2015 , Efterliv (Afterlives) 2021 och Vid havet (By the Sea) 2023.

## Priser och utmärkelser
År 2006 blev Gurnah invald som medlem i Royal Society of Literature.
Gurnah tilldelades Nobelpriset i litteratur 2021, ”för att kompromisslöst och med stor medkänsla ha genomlyst kolonialismens verkningar och flyktingens öde i klyftan mellan kulturer och kontinenter”. Han är den första svarta afrikanen att tilldelas Nobelpriset sedan Wole Soyinka 1986, den första svarta pristagaren sedan Toni Morrison 1993 och den första tanzaniska författaren att få priset någonsin.